# Teresa Mariani
Teresa Mariani (Florència, 1868 - Castelfranco, 1914) fou una actriu italiana. Procedent d'una família de còmics italians, passà aviat a formar part de l'acreditada companyia d'Adelaida Ristori. Creà la seva pròpia companyia amb la qual actuà en diversos països. Amb el seu marit, el primer actor Vittorio Zampieri, debutà a Barcelona al Teatre Novetats el febrer del 1899 i assolí un èxit extraordinari. En general, fou admirada per la mesura en el gest i la puresa dels seus recitatius.